# (200187) 1999 RZ90
(200187) 1999 RZ90 es un asteroide perteneciente al cinturón de asteroides, descubierto el 7 de septiembre de 1999 por el equipo del Lincoln Near-Earth Asteroid Research desde el Laboratorio Lincoln, Socorro, Nuevo México.

## Designación y nombre
Designado provisionalmente como 1999 RZ90.

## Características orbitales
1999 RZ90 está situado a una distancia media del Sol de 2,669 ua, pudiendo alejarse hasta 3,378 ua y acercarse hasta 1,959 ua. Su excentricidad es 0,265 y la inclinación orbital 7,225 grados. Emplea 1592,81 días en completar una órbita alrededor del Sol.

## Características físicas
La magnitud absoluta de 1999 RZ90 es 16,1.